# Třída Heroj
Třída Heroj byly ponorky jugoslávského námořnictva. Postaveny byly celkem tři ponorky této třídy. Po rozpadu země je získalo námořnictvo zbytkové Svazové republiky Srbska a Černé Hory. Všechny byly ze služby vyřazeny.
Ponorka Heroj byla vystavena v muzeu Sbírka námořního a průmyslového dědictví (Zbirka pomorskog i industrijskog nasledja) v přístavu Porto Montenegro v Tivatu.

## Pozadí vzniku
Ponorky byly domácí jugoslávskou konstrukcí.
Jednotky třídy Heroj:
| Jméno       | Založení kýlu | Spuštěna       | Dodání | Status                 |
| ----------- | ------------- | -------------- | ------ | ---------------------- |
| Heroj (821) | 1964          | 18. srpna 1967 | 1968   | Vyřazena, muzejní loď. |
| Junak (822) | 1965          | 1968           | 1969   | Vyřazena 2000.         |
| Uskok (823) | 1966          | 1970           | 1970   | Vyřazena 2000.         |

## Konstrukce

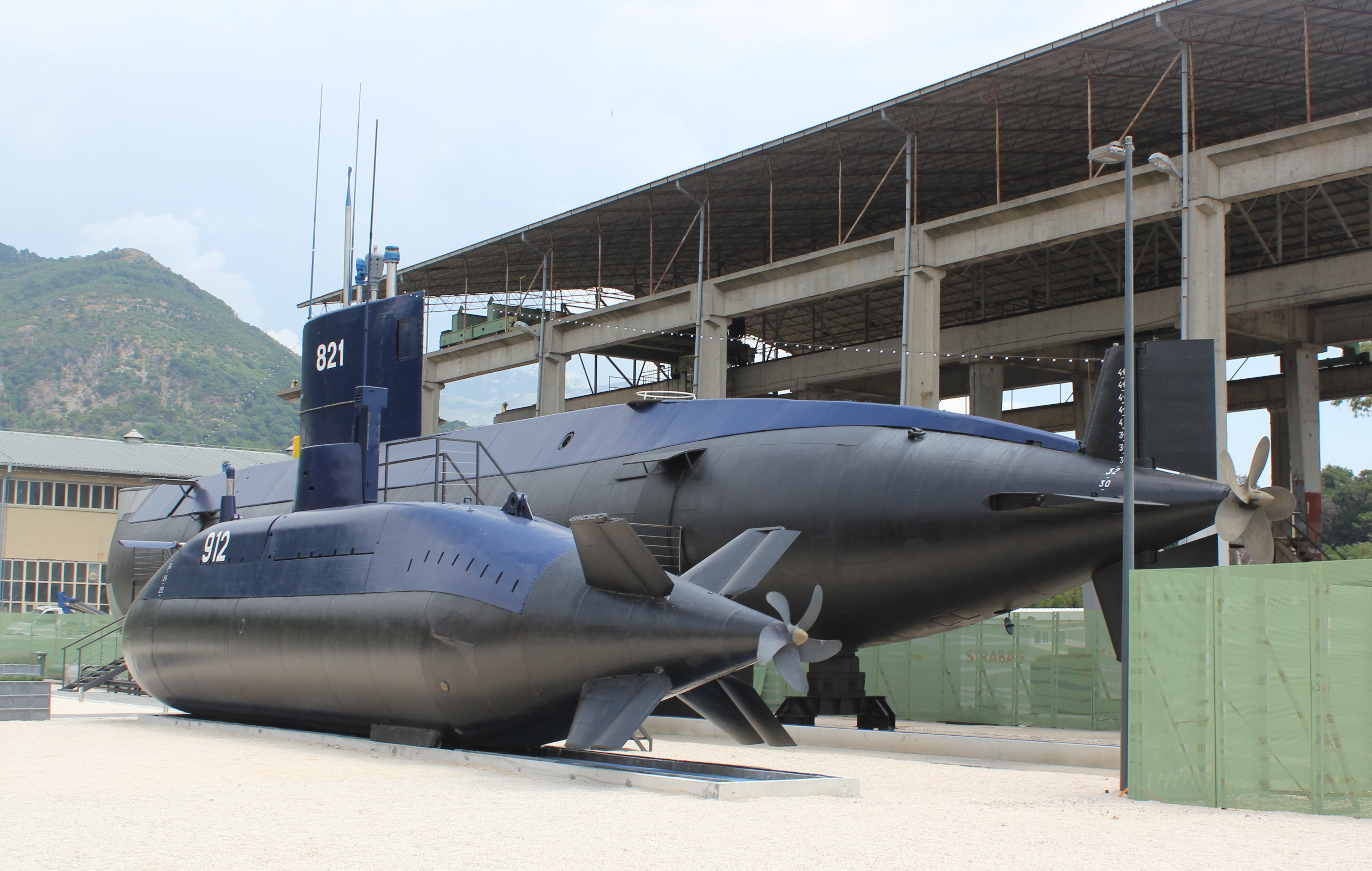
Miniponorka Una a ponorka Heroj (821)

Ponorky byly vybaveny sovětskou elektronikou. Později dostaly sonar Atlas Elektronik PRS-3. Byly vyzbrojeny čtyřmi 533mm torpédomety v přídi. Pohonný systém tvořily dva diesely o výkonu 1080 hp a jeden elektromotor o výkonu 1610 shp. Nejvyšší rychlost dosahovala 10 uzlů na hladině a 15 uzlů pod hladinou.